# 10 Тельца
10 Тельца (10 Tauri, сокращ. 10 Tau) — звезда в зодиакальном созвездии Тельца.
10 Тельца — одиночная звезда видимой звёздной величины +4.29m, и, согласно шкале Бортля, может быть видна даже в городе невооружённым глазом.
Из измерений параллакса, полученных во время миссии Hipparcos, известно, что годичный звёздный параллакс равен 71,62 mas, что даёт оценку расстояния 45,5 световых лет (14,01 пк). Звезда движется от Солнца с радиальной скоростью +28 км/с и имеет относительно высокое собственное движение. Звезда наблюдается везде. Лучшее время наблюдения — ноябрь.
10 Тельца — (латинизированный вариант лат. 10 Tauri) является обозначением Флемстида.

## Свойства звезды
10 Тельца — субгигант/карлик спектрального типа F8V, что указывает то, что это обычная звезда главной последовательности спектрального класса F, которая генерирует энергию посредством термоядерной реакции в своём ядре. Звезде около 5,7 млрд. лет. Её период вращения 17,6 дней при скорости 2,4 км/с, что несколько больше солнечной. Звезда имеет массу в 1.14 раза больше массы Солнца, её радиус в 1.6 раза больше солнечного. Звезда излучает энергию со своей внешней атмосферы в три раза больше светимости Солнца при эффективной температуре около 5997 К, что придаёт ей желто-белый оттенок звезды F-типа. Звезда имеет поверхностную гравитацию 4,07 ± 0,05 СГС или 117,5 м/с2, то есть в 2,3 раза меньше, чем на Солнце (274,0 м/с2), что объясняется небольшой массой звезды.
У звезды предполагается существование остаточного диска. Это предположение основывается на избыточном инфракрасном излучении, обнаруженном орбитальной обсерваторией IRAS.
10 Тельца была самой яркой звездой в устаревшем созвездии «Лютня Георга» (лат. Harpa Georgii).

## Ближайшее окружение звезды
Следующие звёздные системы находятся на расстоянии в пределах 20 световых лет от системы 10 Тельца (включены только: самая близкая звезда, самые яркие (<6,5m) и примечательные звёзды). Их спектральные классы приведены на фоне цвета этих классов (эти цвета взяты из названий спектральных типов и не соответствуют наблюдаемым цветам звёзд):
| Звезда     | Спектральный класс | Расстояние, св. лет |
| Глизе 141  | K 5 V              | 7.00                |
| Каппа Кита | G 5e V             | 15.25               |
| EP Эридана | K2 V               | 15.92               |
| τ¹ Эридана | F6 V               | 17.9                |
| 58 Эридана | G1 V               | 18.8                |

Рядом со звездой, на расстоянии 20 световых лет, есть ещё порядка 20 красных, оранжевых карликов и жёлтых карликов спектрального класса G, K и M, а также 4 белых карлика которые в список не попали.